# São João da Barra
São João da Barra est une municipalité brésilienne de l'État de Rio de Janeiro, dans la microrégion de Campos dos Goytacazes et la mésorégion du Nord Fluminense, proche de la commune de Campos dos Goytacazes. Le rio Paraíba do Sul se jette dans l'Océan Atlantique sur son territoire. Sa superficie est de 458 611 km2 pour une population de 35 595 habitants. Elle a été fondée le 17 juin 1850.

## Maires
| Période | Période | Identité                       | Étiquette | Qualité |
| ------- | ------- | ------------------------------ | --------- | ------- |
| 2009    | 2012    | Carla Maria Machado dos Santos | PMDB      |         |